# 12e groupe de reconnaissance de corps d'armée
Ne doit pas être confondu avec 12e groupe de reconnaissance de division d'infanterie.
Le 12e groupe de reconnaissance de corps d'armée (12e GRCA) est une unité de cavalerie française partiellement motorisée ayant participé à la Seconde Guerre mondiale. Chargée d'éclairer le 10e corps d'armée, elle combat pendant la bataille de France, notamment à Stonne le 15 mai 1940 et à Blois le 19 juin.

## Historique
Le 12e GRCA est mis sur pied à partir du 8 septembre 1939 par le centre mobilisateur de cavalerie de Dinan. Il quitte la ville le 16 septembre, rejoignant le 10e corps d'armée.
Arrivée dans la région de Sedan le 26 mars 1940, il est engagé au nord de Bouillon (Belgique) en couverture de la 5e division légère de cavalerie qui s'engage dans les Ardennes le 10 mai 1940. À partir du 12, le GRCA se replie derrière la Meuse, rejoignant le lendemain la région des Grandes-Armoises. Le 13 au soir, il rejoint Stonne.
Le 14, le groupe d'escadrons motorisés s'installe dans le bois du Mont-Dieu tandis que le lendemain le groupe d'escadrons à cheval combat les blindés allemande dans le village de Stonne, soutenant le 67e régiment d'infanterie (de la 3e DIM) et le 45e bataillon de chars de combat (de la 3e DCR).
Le 16 au matin, le GEM est bombardé par l'artillerie allemande et déplore notamment la perte de deux officiers, puis, bombardé dans l'après-midi dans le bois de Sy, perd le chef d'escadrons de Boissesson. Relevé par la 3e DIM, le GRCA passe en réserve.
Après rattachement provisoire à diverses unités en arrière du front, le GRCA rejoint son 10e corps d'armée le 9 juin à Versailles. Avec l'armée de Paris, le 10e CA et son GRCA se replient à partir du 13 vers la Loire.
Le 17, le 12e GRCA prend position à Blois-Vienne, bloquant le pont sur la Loire. Il couvre le repli de la 4e DCR, ainsi que de la 84e DIA. Le 18, il défend le pont que le génie fait sauter puis les cavaliers de la 4e DCR l'aident à défendre la Loire. Les Allemands traversent au matin du 19 la Loire en radeaux au niveau de Saint-Gervais-la-Forêt mais le GRCA tient jusqu'à son repli en bon ordre à midi.
Le GRCA se replie ensuite jusqu'à arriver le 26 dans le Lot-et-Garonne. Ses hommes y sont démobilisés à partir de juillet, le 12e GRCA étant dissous le 12 août 1940.

## Ordre de bataille

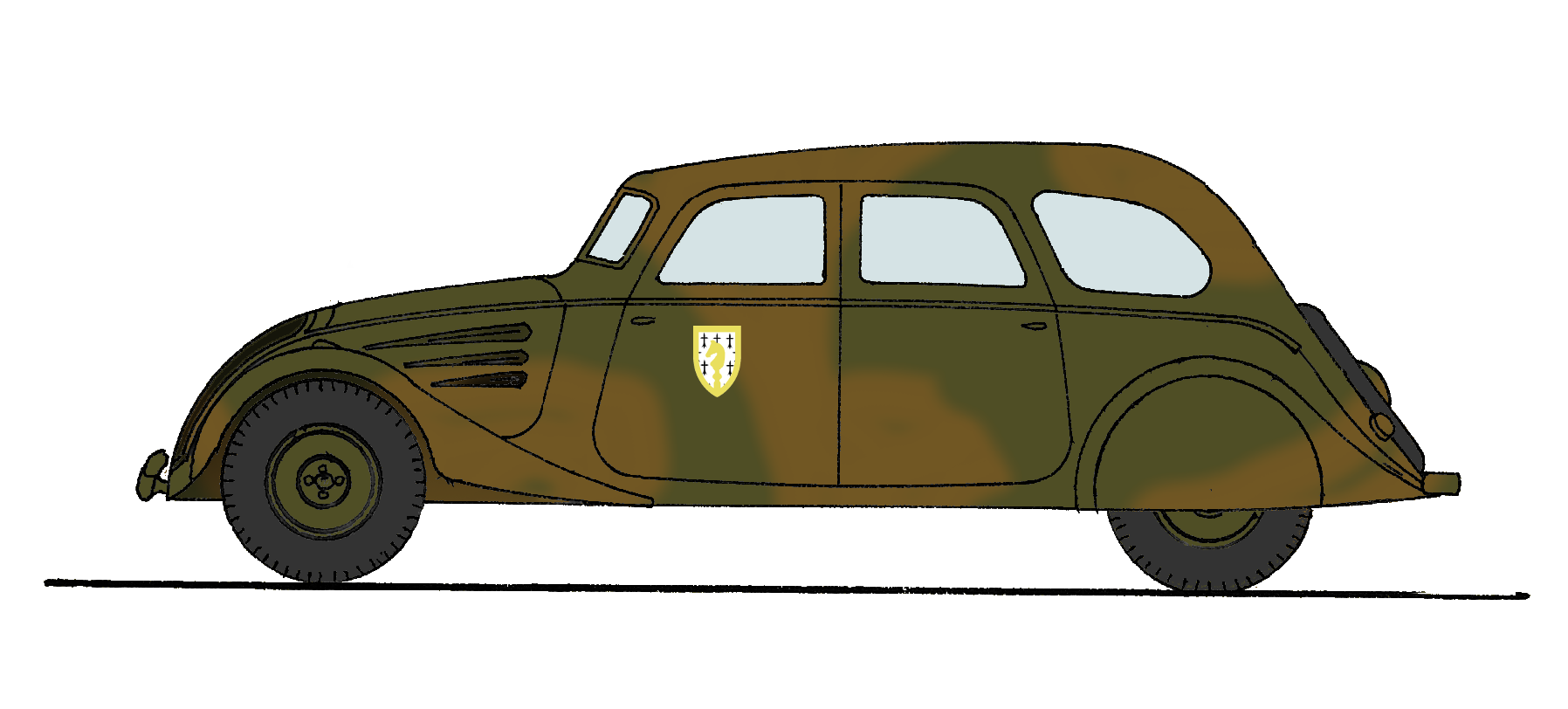
Dessin d'une voiture de liaison Peugeot 402 du, d'après les photographies d'époque,.

D'après un relevé des effectifs de mi-septembre 1939 :
- Escadron hors-rang (EHR), commandé par le capitaine Delacour, et état-major du GRCA
  - environ 190 hommes, un side-car, sept motos, six voitures de liaison et 27 camions
- Groupe d'escadrons à cheval (GEC), commandé par le chef d'escadrons de Boissesson
  - État-major
  - Groupe antichar hippomobile (deux canons de 25 mm AC)
  - 1er escadron, commandé par le capitaine Dollois
    - Quatre pelotons de cavaliers, un mortier de 60 mm, un groupe de deux mitrailleuses modèle 1914, un groupe de ravitaillement
    - 200 à 250 hommes, autant de chevaux, deux motos, quatre camions

  - 2e escadron, commandé par le capitaine Lescot
    - même composition que le 1er escadron
- Groupe d'escadrons motorisés (GEM), commandé par le chef d'escadrons Mouton
  - 3e escadron, commandé par le capitaine Lebel :
    - Quatre pelotons de  motocyclistes (commandés par les lieutenants Hachette, Guillerie, Josset et un chef de peloton inconnu) et un mortier de 60 mm
    - environ 160 hommes, 26 side-cars, 77 motos, huit voitures de liaison, six camions

  - 4e escadron de mitrailleuses et d'engin, commandé par le capitaine Desvergnes :
    - Deux pelotons de deux groupes de deux mitrailleuses modèle 1914 (commandés par les lieutenants Montcuit et Bourel), un groupe antichars de deux canons de 25 mm AC (commandé par le lieutenant Marchand)
    - environ 115 hommes, cinq motos, treize voitures de liaison, quinze camions Lorraine 28

Le GRCA est commandé du 8 au 11 septembre par le colonel de Lafond, du 12 septembre au 7 novembre par le colonel de Galard-Terraube puis à partir du 8 novembre par le colonel Crémière.

## Insigne
L'insigne présente sur un fond d'hermines un cavalier de jeu d'échecs.